# Viatcheslav Chevtchuk
Pour les articles homonymes, voir Chevtchouk.
Viatcheslav Chevtchuk (en ukrainien : В'ячеслав Анатолійович Шевчук, Viatcheslav Anatoliïovytch Chevtchouk, translittéré en anglais Vyacheslav Shevshuk) est un joueur de football ukrainien, né le 13 mai 1979 à Loutsk, en RSS d'Ukraine (Union soviétique).
Retraité le 27 décembre 2016, il jouait en tant que défenseur au Chakhtar Donetsk.

## Palmarès
- Championnat d'Ukraine
  - Champion : 2002, 2006, 2008, 2010, 2011, 2012, 2013 et 2014 (Chakhtar Donetsk)
- Coupe d'Ukraine
  - Vainqueur :  2001, 2008, 2011 et 2013  (Chakhtar Donetsk)
- Supercoupe d'Ukraine
  - Vainqueur :  2005, 2008 et 2010  (Chakhtar Donetsk)
- Coupe UEFA
  - Vainqueur :  2009 (Chakhtar Donetsk)